# Туркестанская серия
«Туркеста́нская се́рия» — серия картин русского художника Василия Васильевича Верещагина, написанная им в 1871—1873 годах в Мюнхене под впечатлением от его пребывания  в Средней Азии в 1867—1868 и 1869—1870 годах. В «Туркестанскую серию» входит и небольшая подсерия «Варвары» («Героическая поэма»), которую Верещагин решил выделить и придать ей самостоятельное значение. Эта подсерия посвящена исключительно военным сюжетам.

## История создания
В 1867 году К. П. Кауфман, генерал-губернатор Туркестана и командующий русскими войсками в Средней Азии, пригласил художника к себе на службу — тот должен был состоять при генерале в чине прапорщика. В августе 1867 года Верещагин отправился в Ташкент, затем в Самарканд, где он участвовал в обороне осаждённого города, был ранен и получил Орден Святого Георгия 4-го класса «В воздаяние за отличие, оказанное во время обороны цитадели г. Самарканда, с 2 по 8 Июня 1868 года». 
В конце 1868 года художник отбыл в Санкт-Петербург, оттуда в Париж, а затем снова в Санкт-Петербург. В 1869 году Верещагин при содействии Кауфмана организовал в столице «туркестанскую выставку», после окончания которой вновь отправился в Туркестан, на этот раз через Сибирь.
В 1871 году Верещагин переехал в Мюнхен и начал работать над картинами по восточным сюжетам. Через два года он завершил «Туркестанскую серию», в которую вошло 13 картин, 81 этюд и 133 рисунка. В таком составе она была показана на первой персональной выставке художника в Хрустальном дворце в Лондоне в 1873 году, а затем в 1874 году — в Санкт-Петербурге и Москве.
Верещагин поставил обязательным условием приобретение коллекции в её полном составе. В 1874 году её купил П. М. Третьяков за 92 тысячи рублей серебром, и открыл «Туркестанскую серию» для широкой публики сначала в помещении Московского общества любителей художеств, а затем, после пристройки новых залов, — у себя в галерее.

## Критика
«Туркестанская серия» частично посвящена военным событиям периода присоединения к России среднеазиатских ханств, частично — среднеазиатскому быту, традициям и культуре местного населения. Как тематика, так и живописная техника были новы и необычны для своего времени и поначалу вызвали неоднозначную оценку современников. Многим художникам (в том числе Перову, Чистякову, а поначалу и Репину) «Туркестанская серия» казалась чужеродной в русском искусстве, но со временем возобладало мнение Крамского, что она — блестящий успех новой русской школы и её безусловное достижение.

## Работы

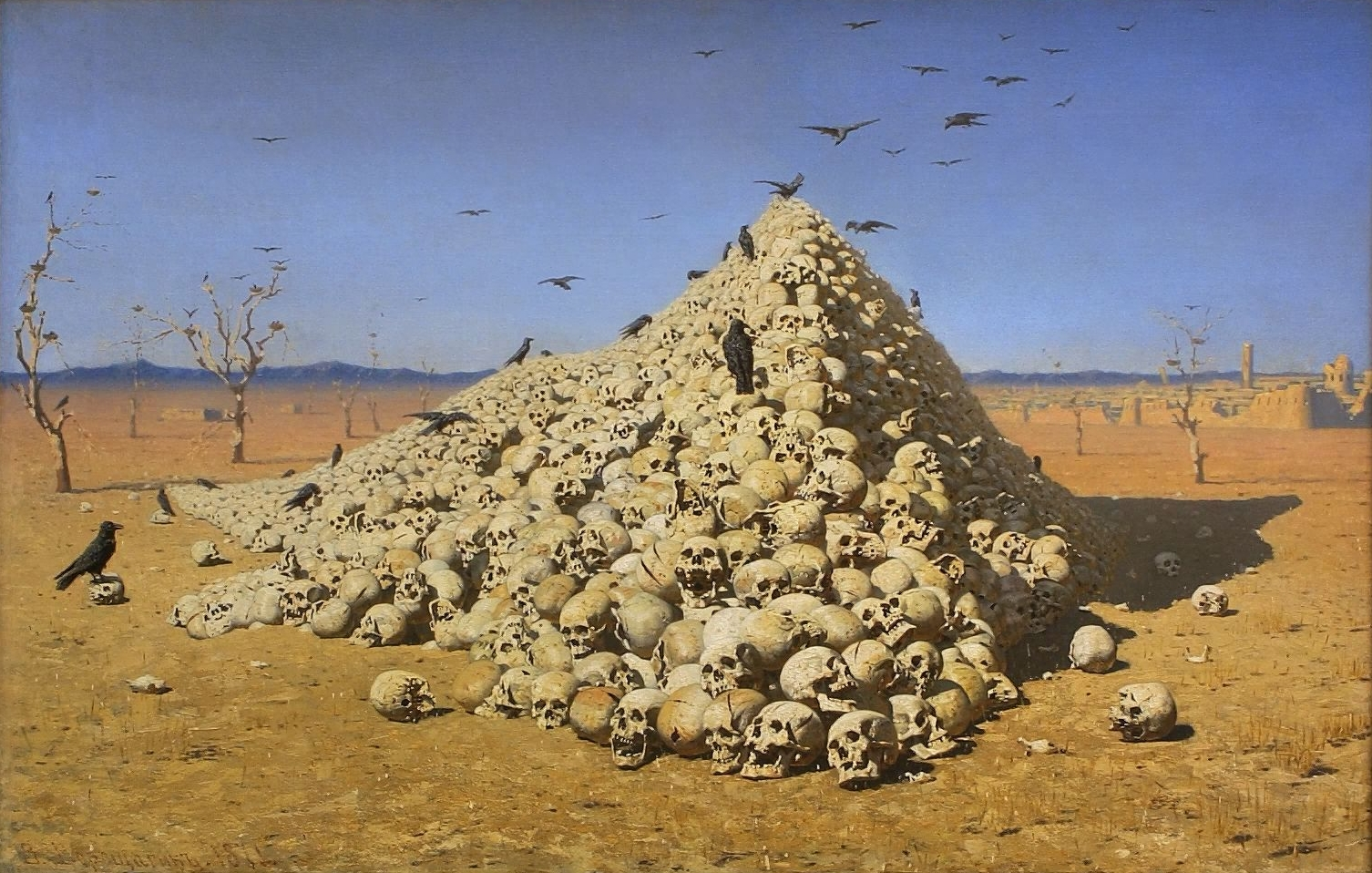
Апофеоз войны
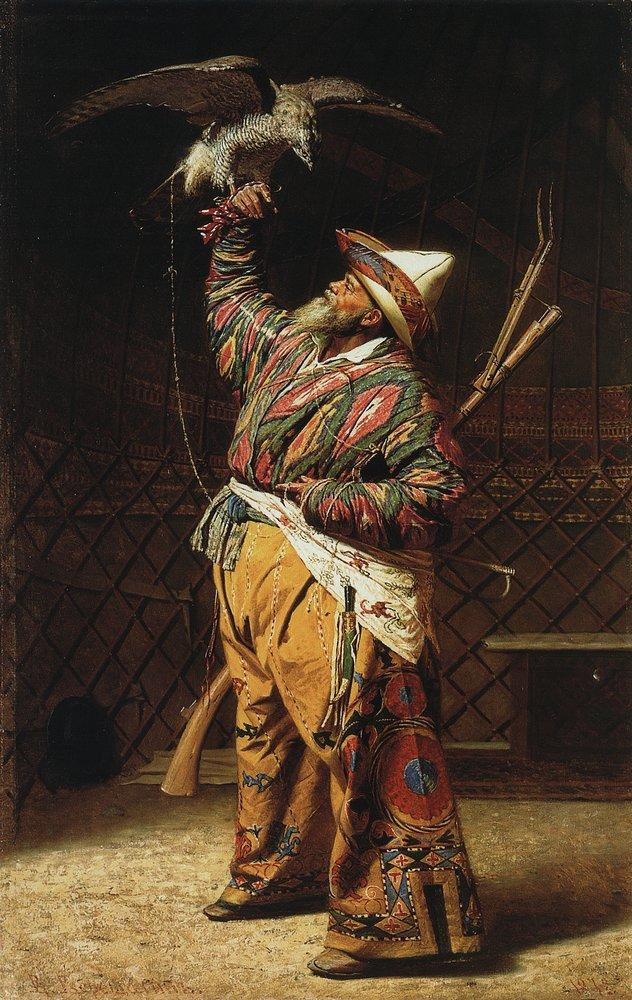
Богатый киргизский охотник с соколом
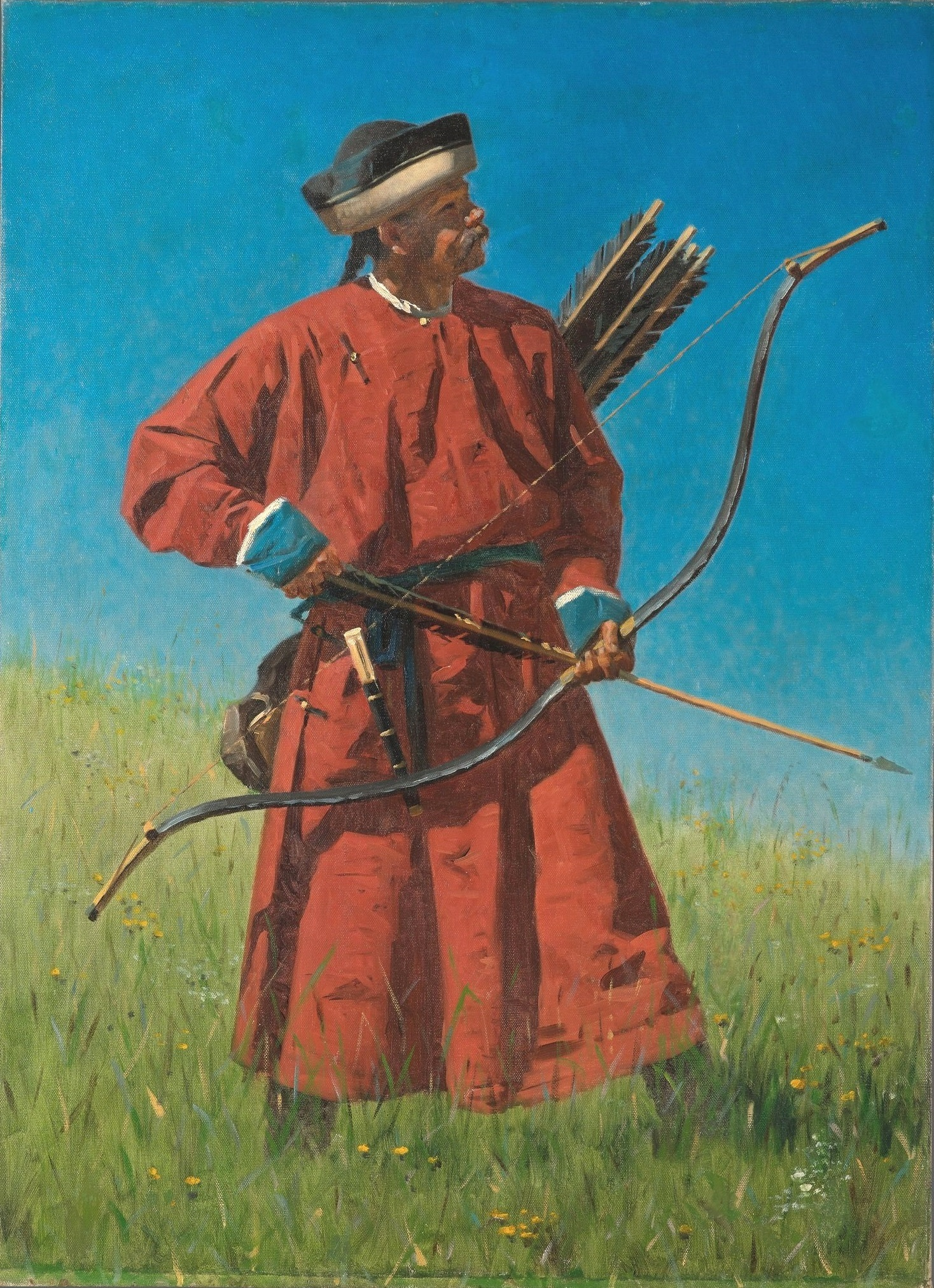
Бухарский солдат
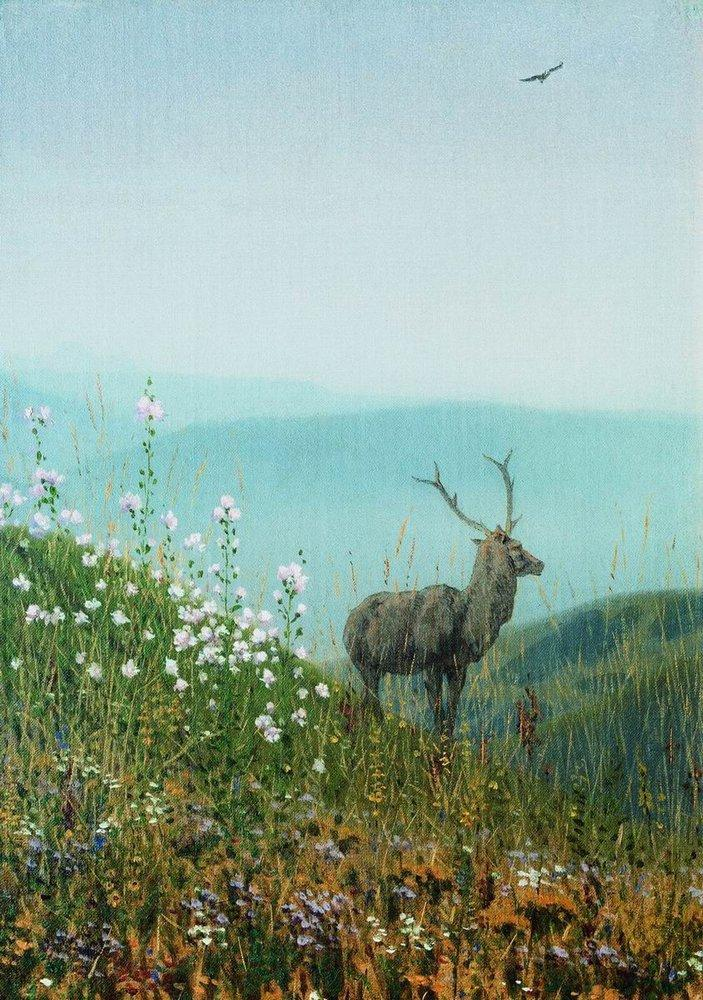
В горах Алатау
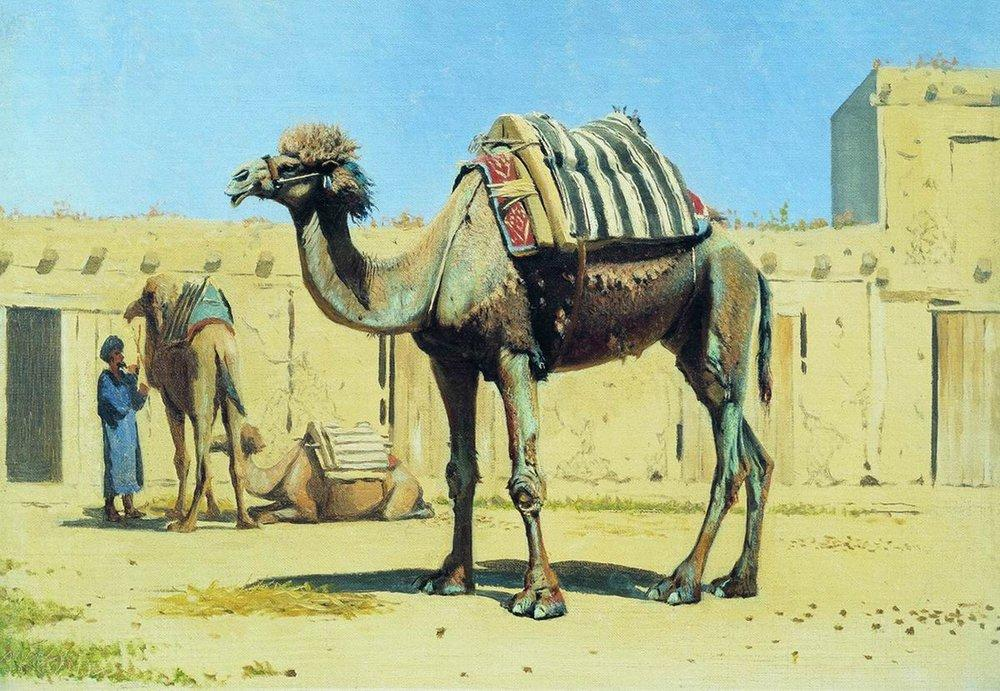
Верблюд во дворе караван-сарая
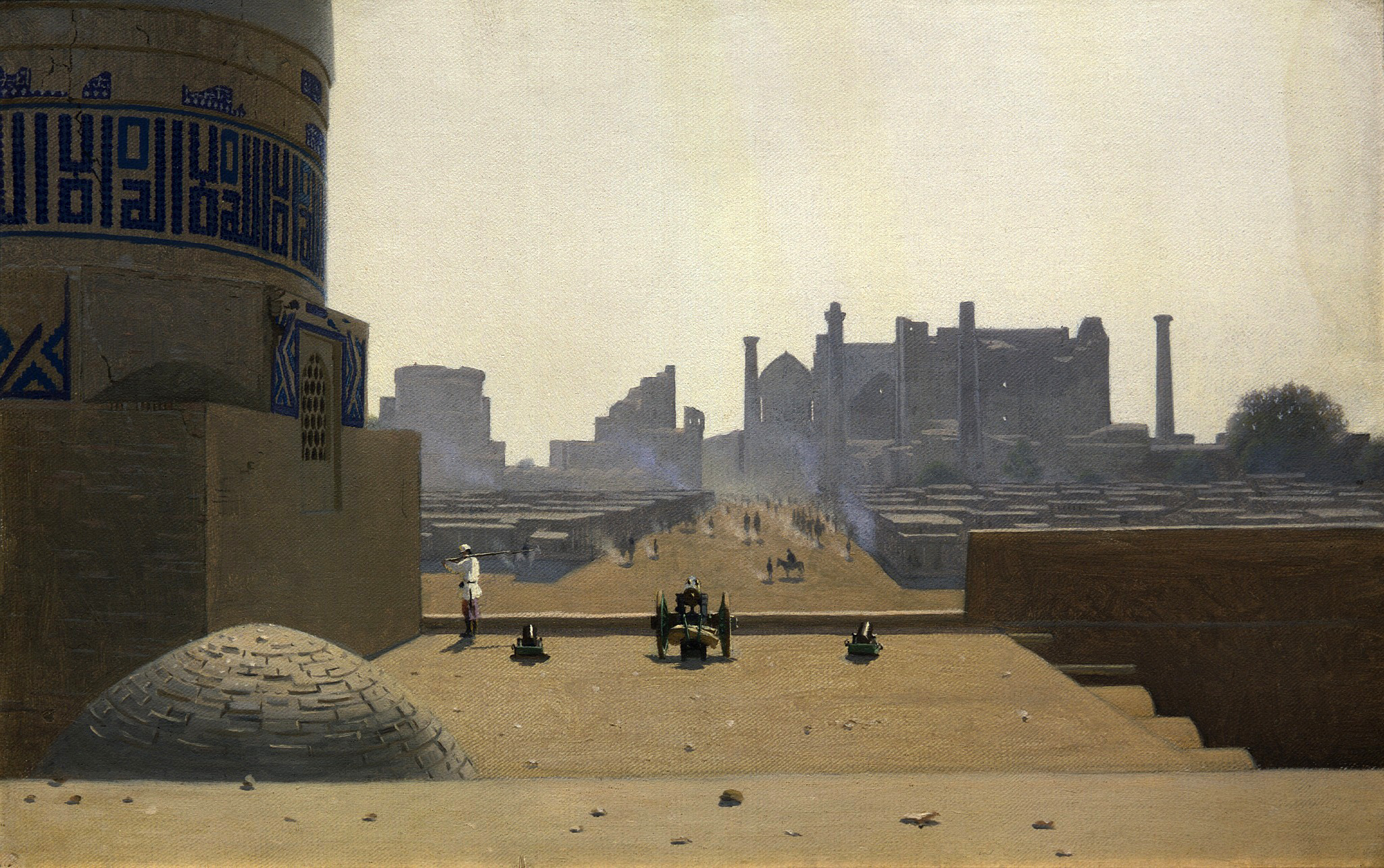
Главная улица в Самарканде с высоты цитадели ранним утром
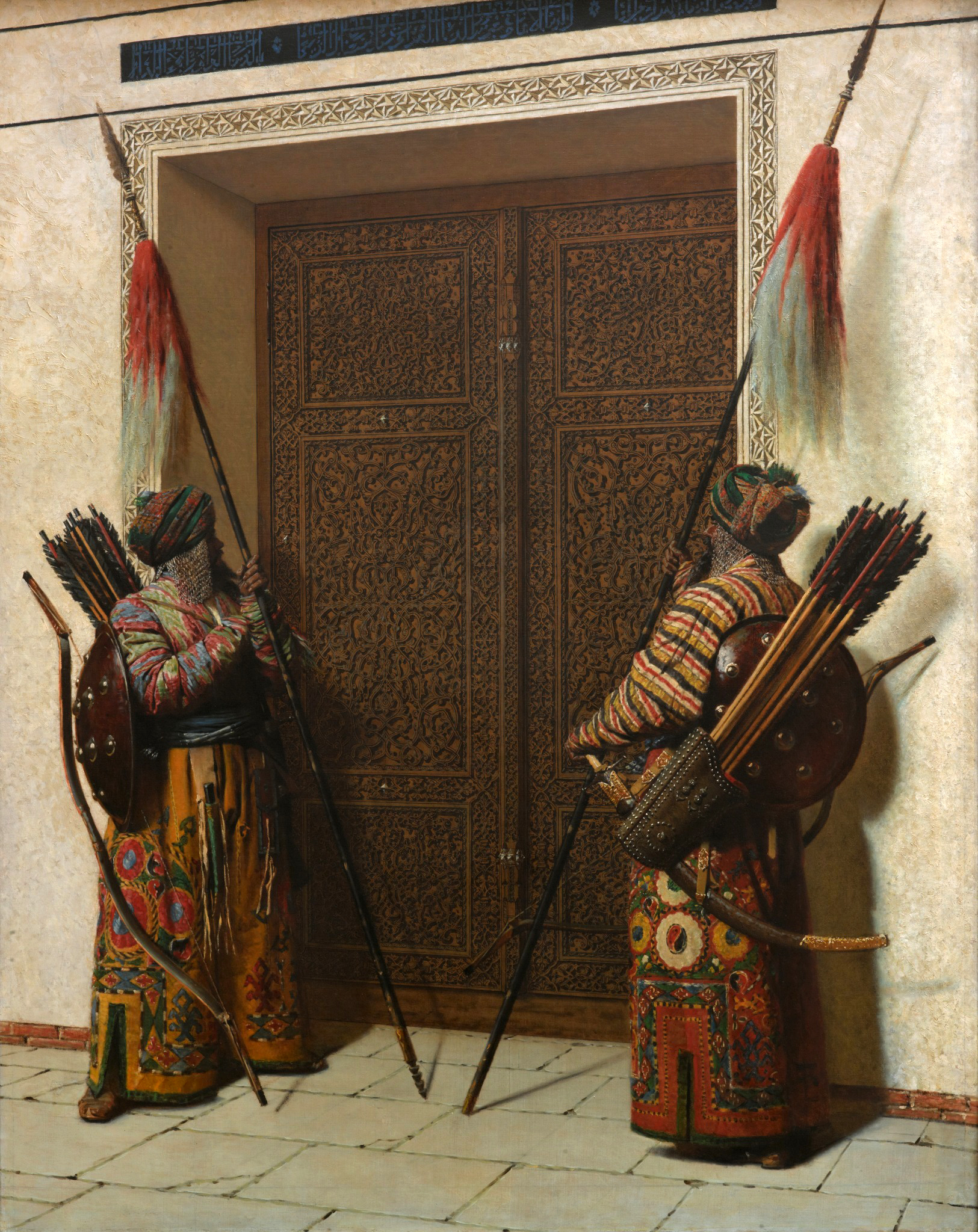
Двери Тимура (Тамерлана)
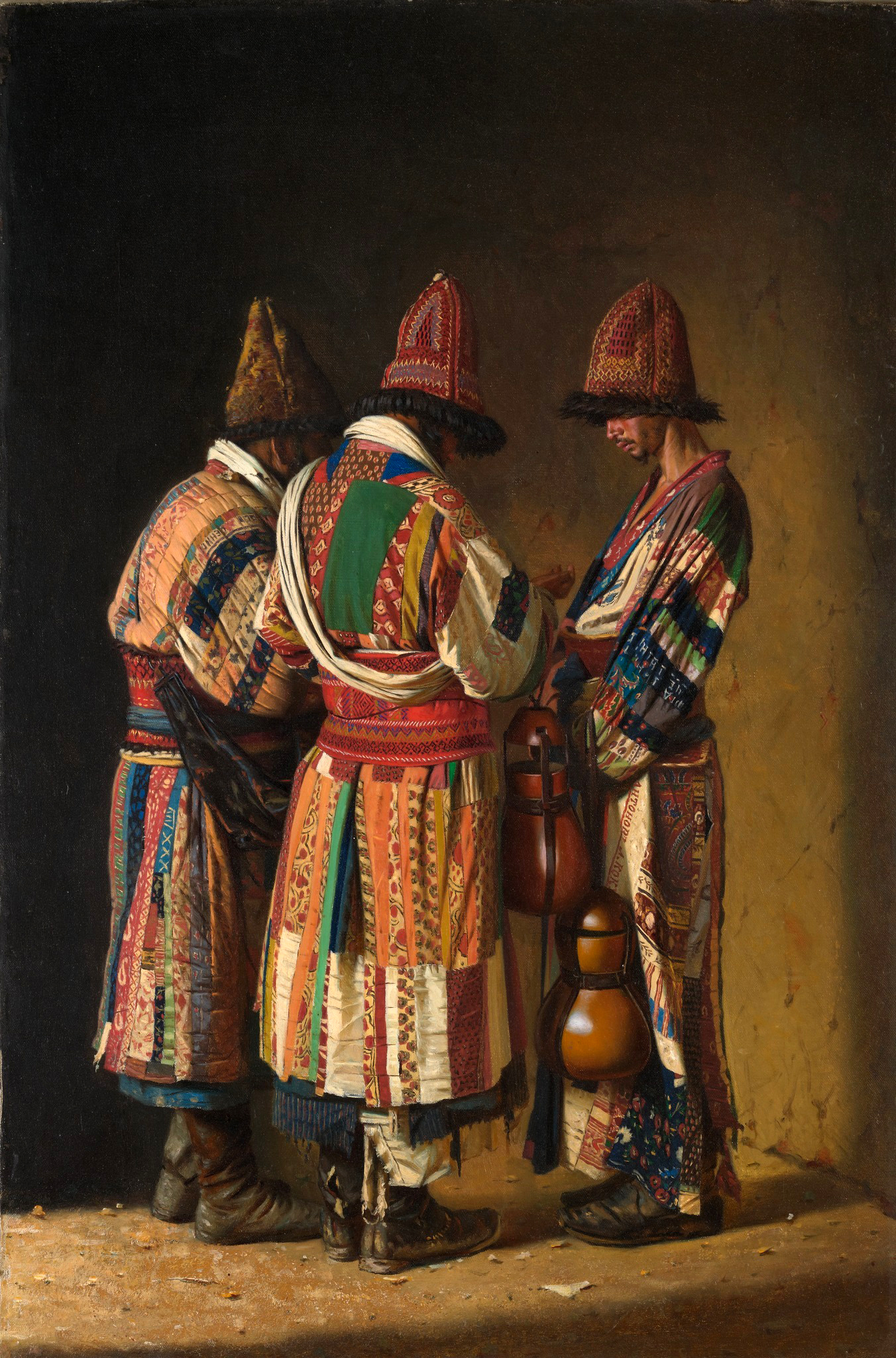
Дервиши в праздничных нарядах
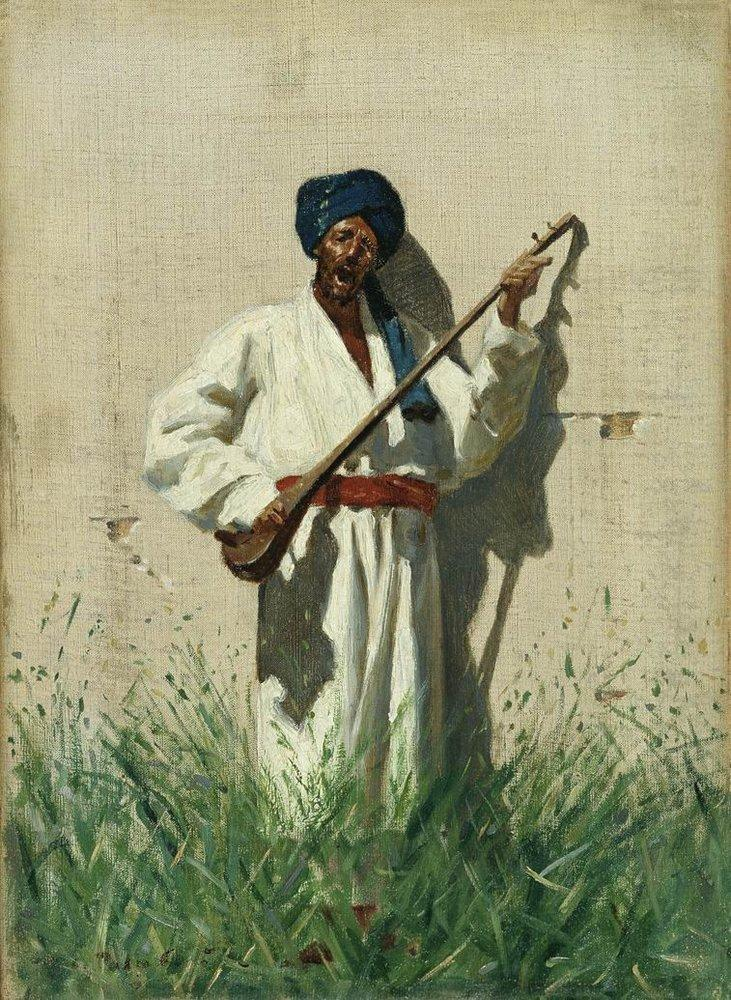
Дутарист (по каталогу — Узбек поющий)
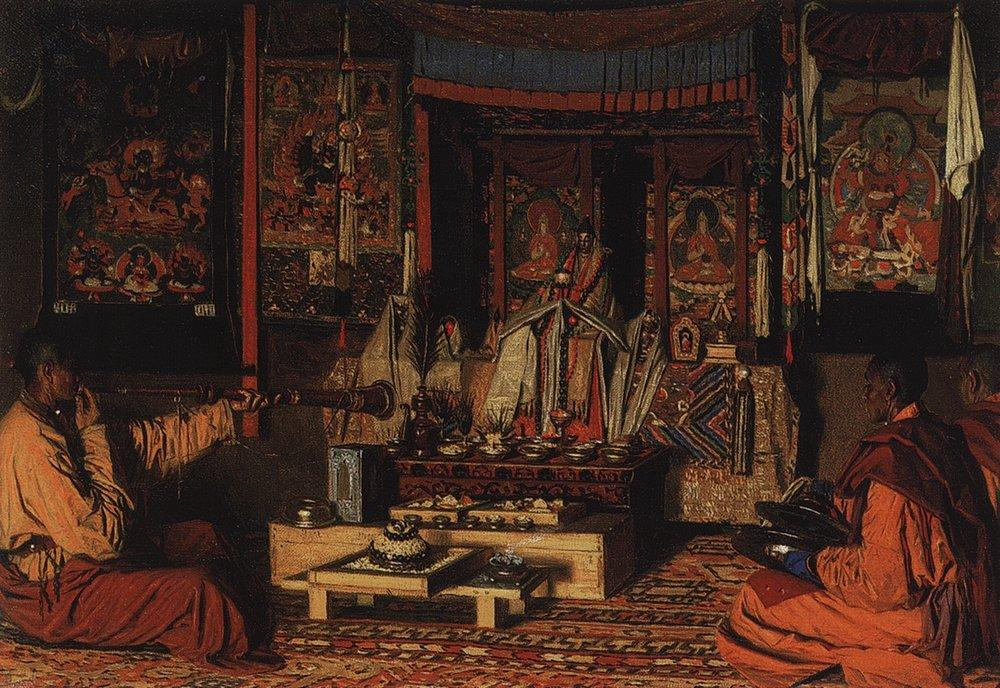
Калмыцкая молельня
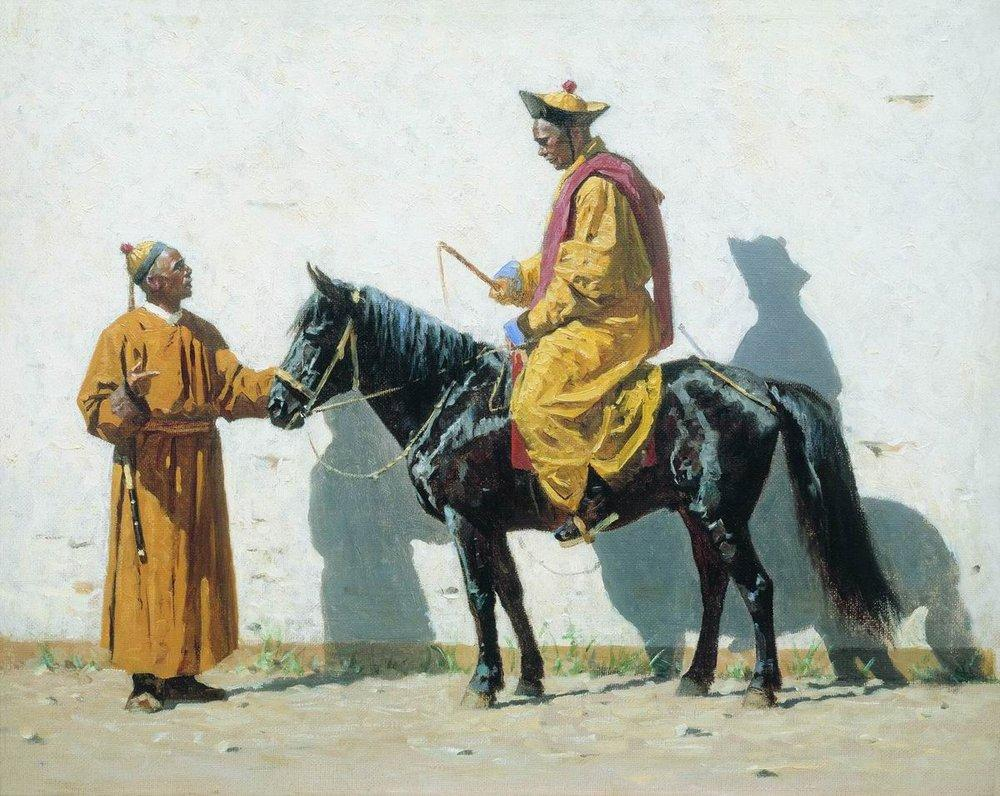
Калмыцкий лама
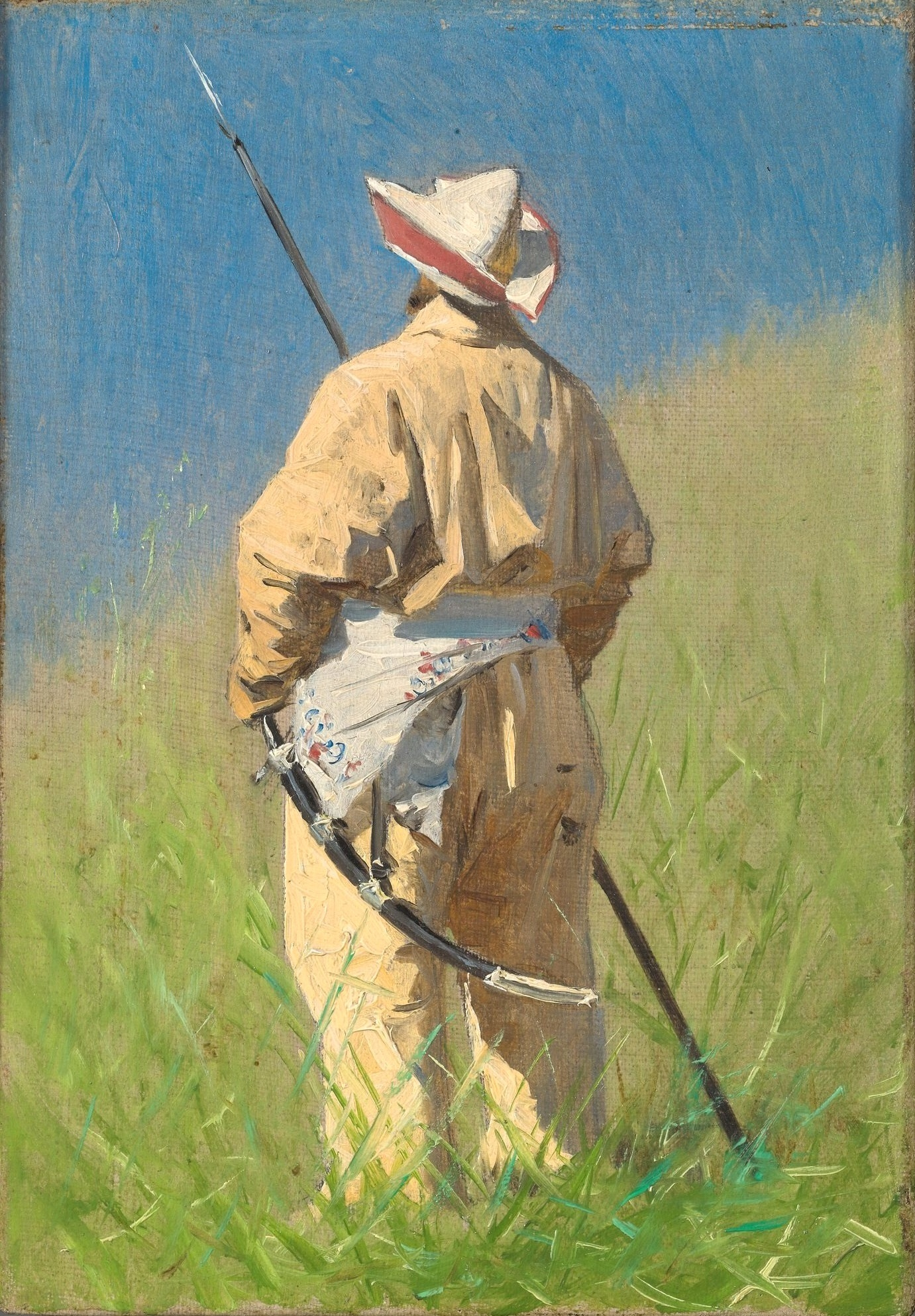
Киргиз
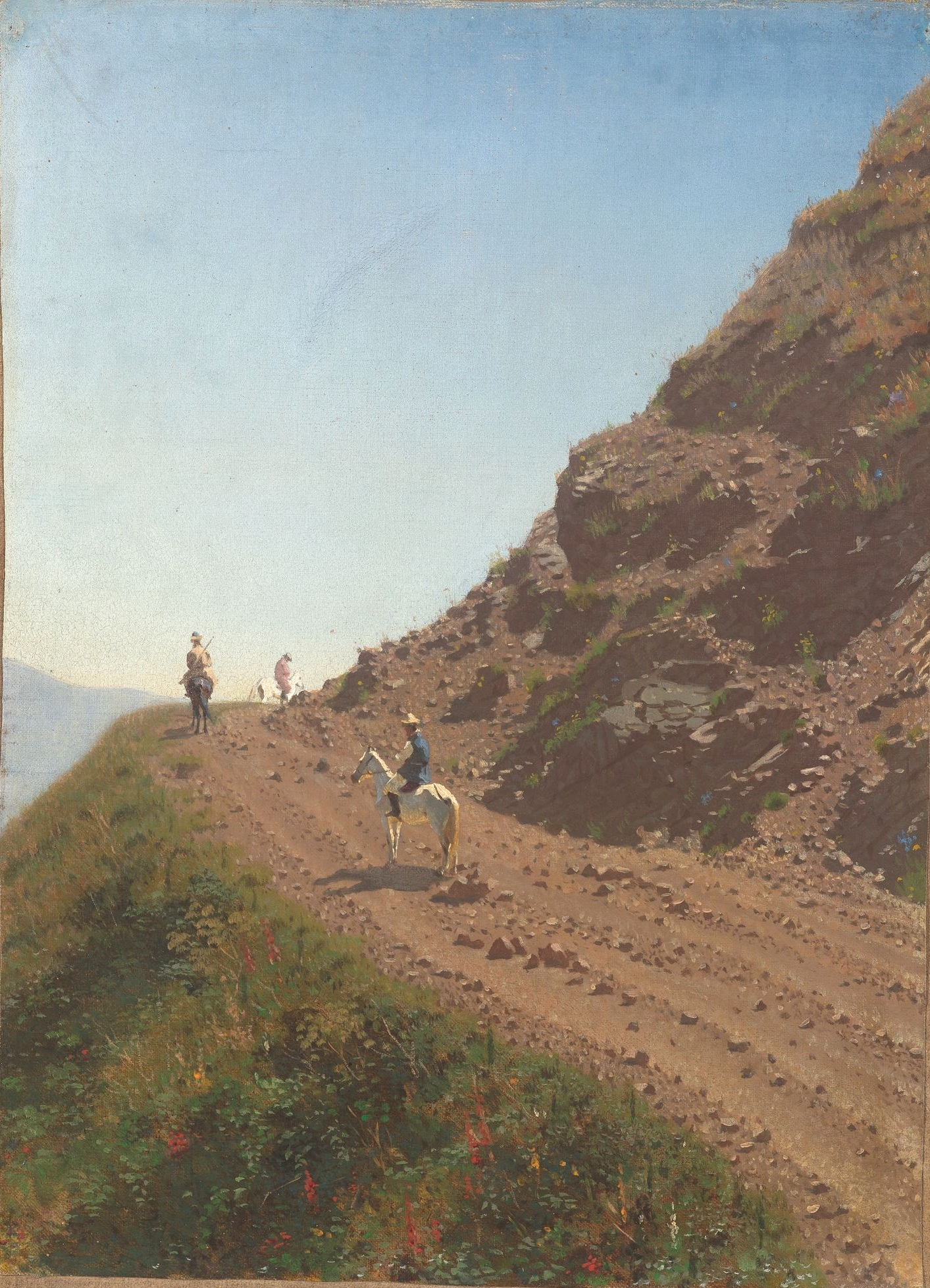
Кочевая дорога в горах Алатау
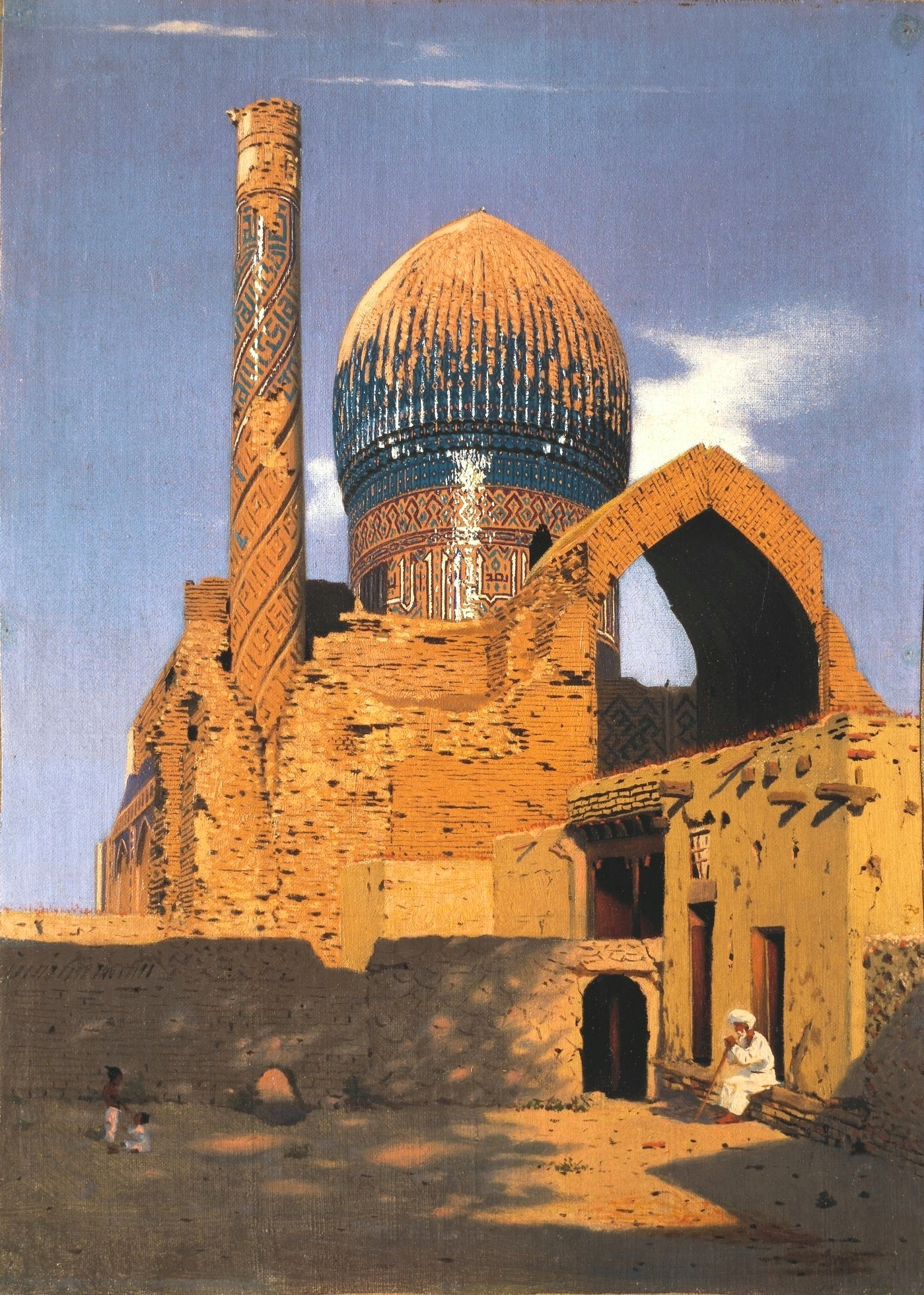
Мавзолей Гур-Эмир. Самарканд
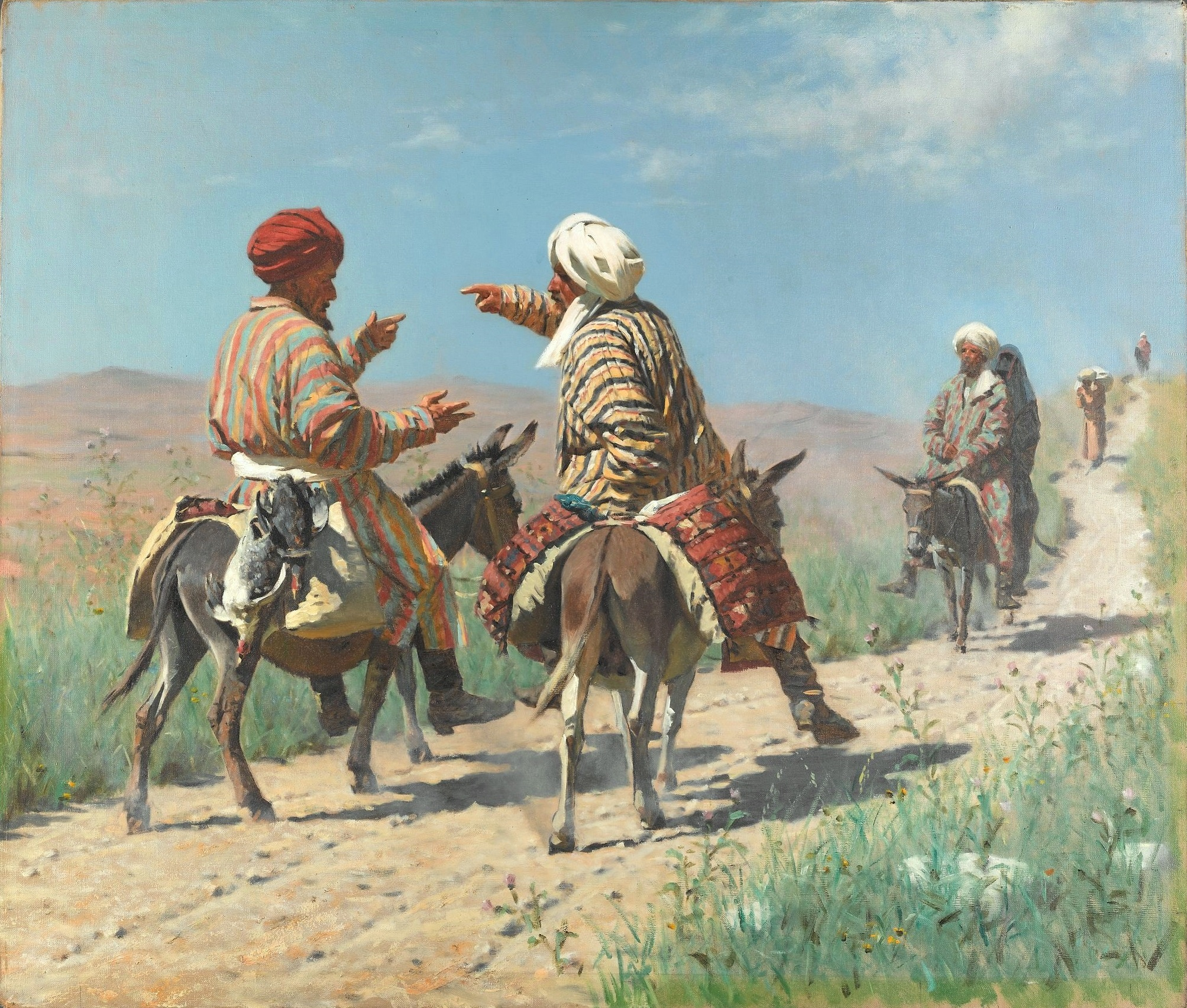
Мулла Рахим и мулла Керим по дороге на базар ссорятся
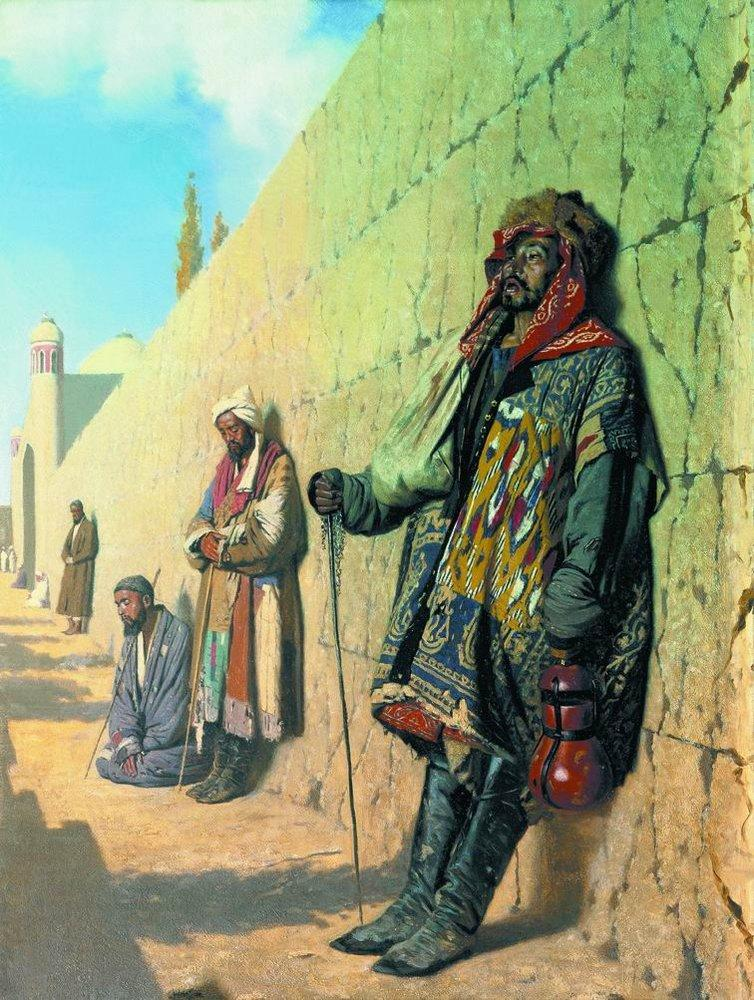
Нищие в Самарканде
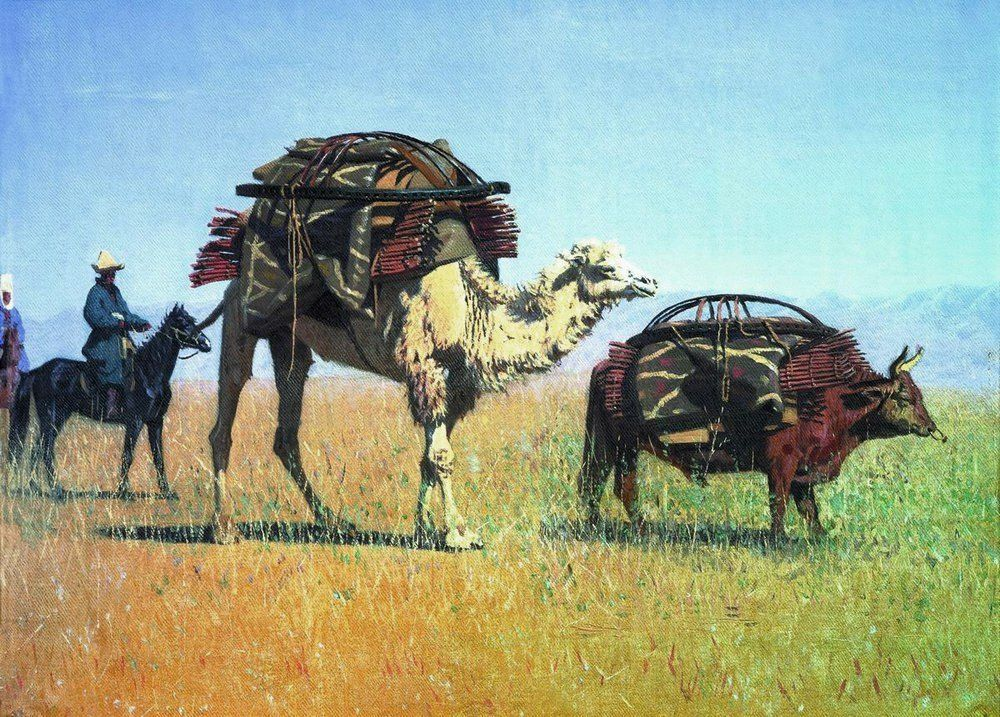
Перекочёвка киргизов
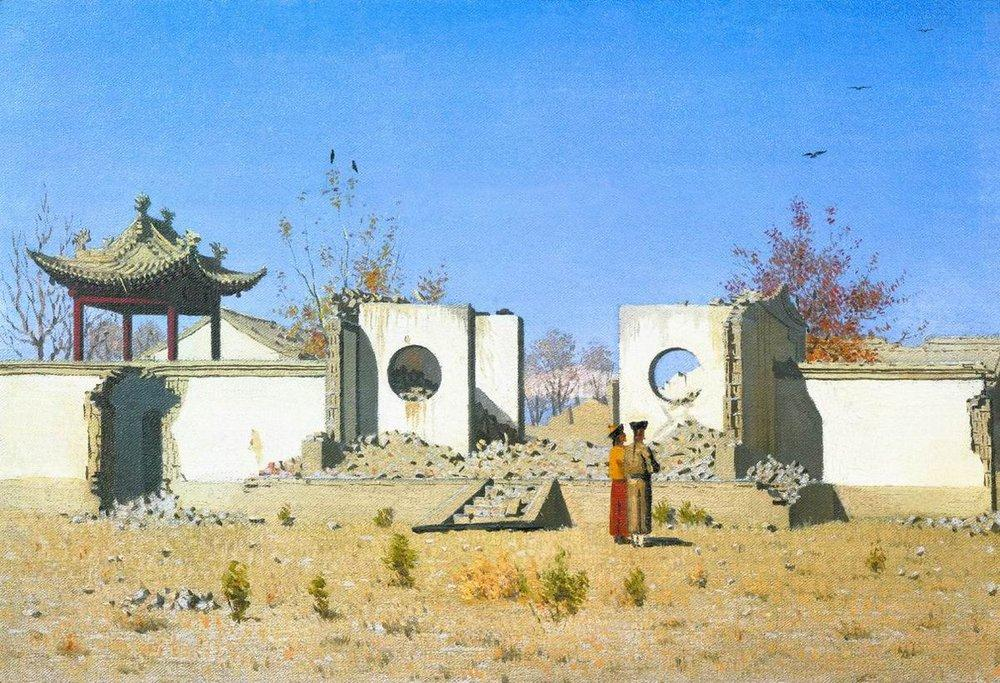
Развалины китайской кумирни. Ак-Кент
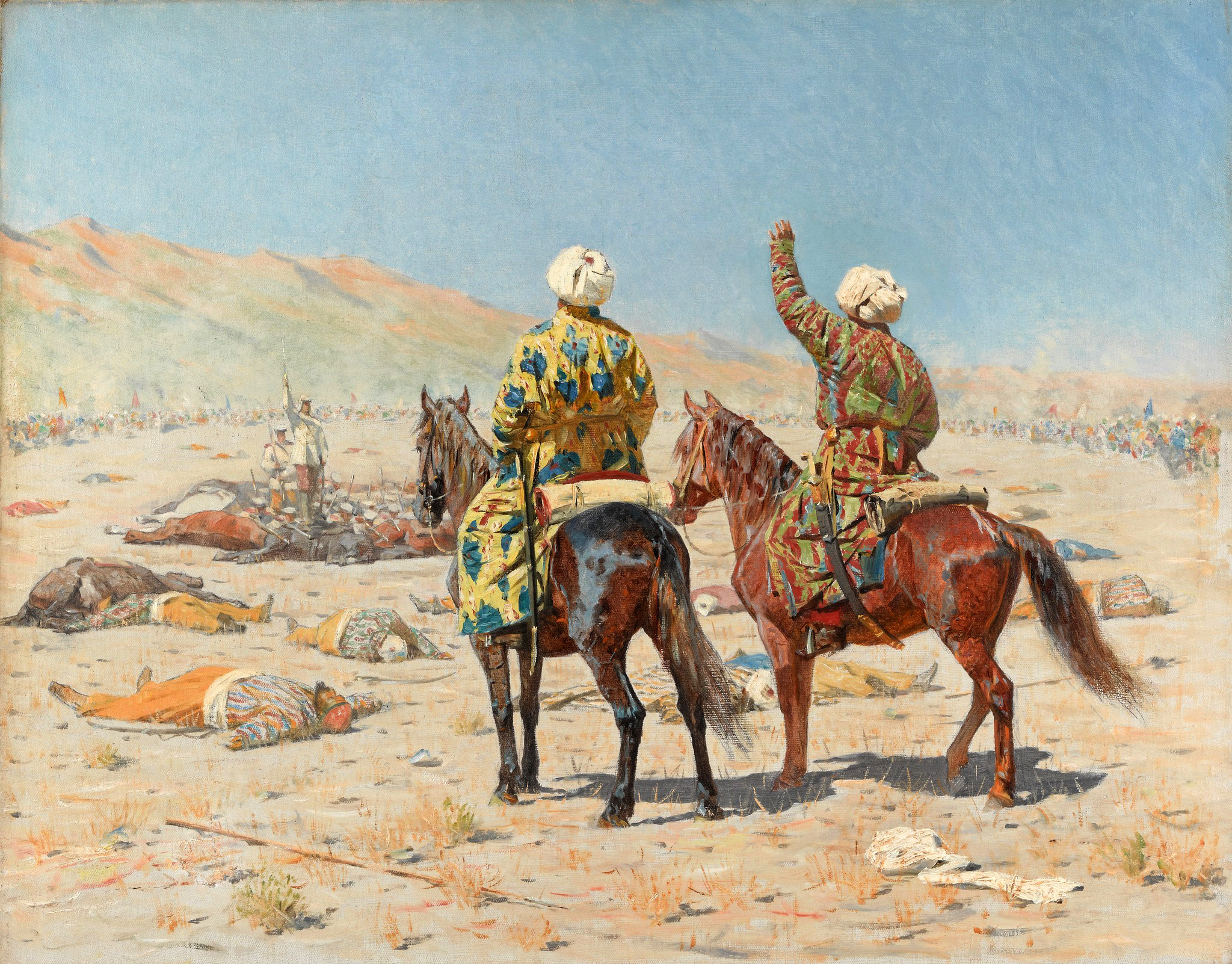
О войне
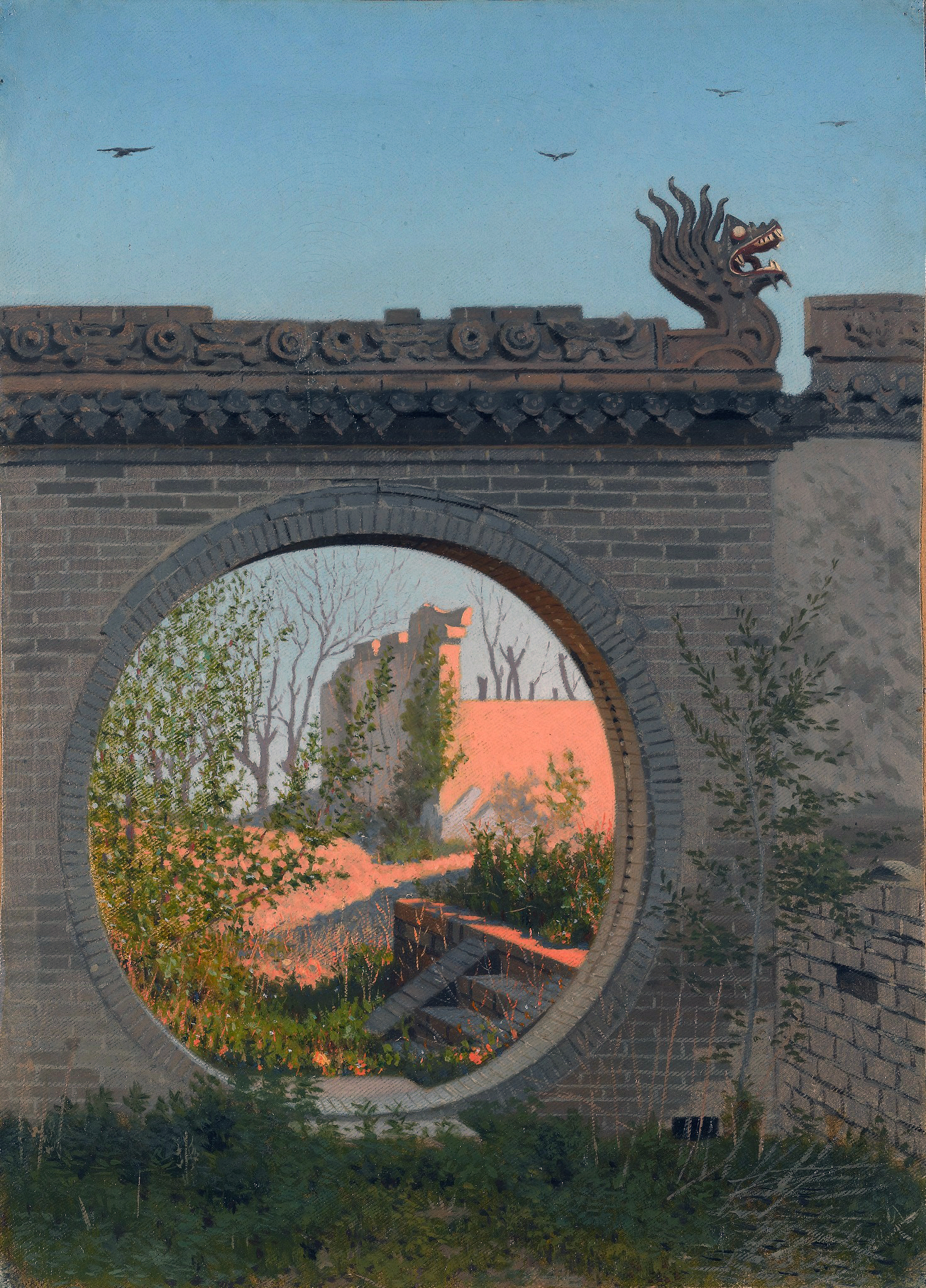
Садовая калитка в Чугучаке
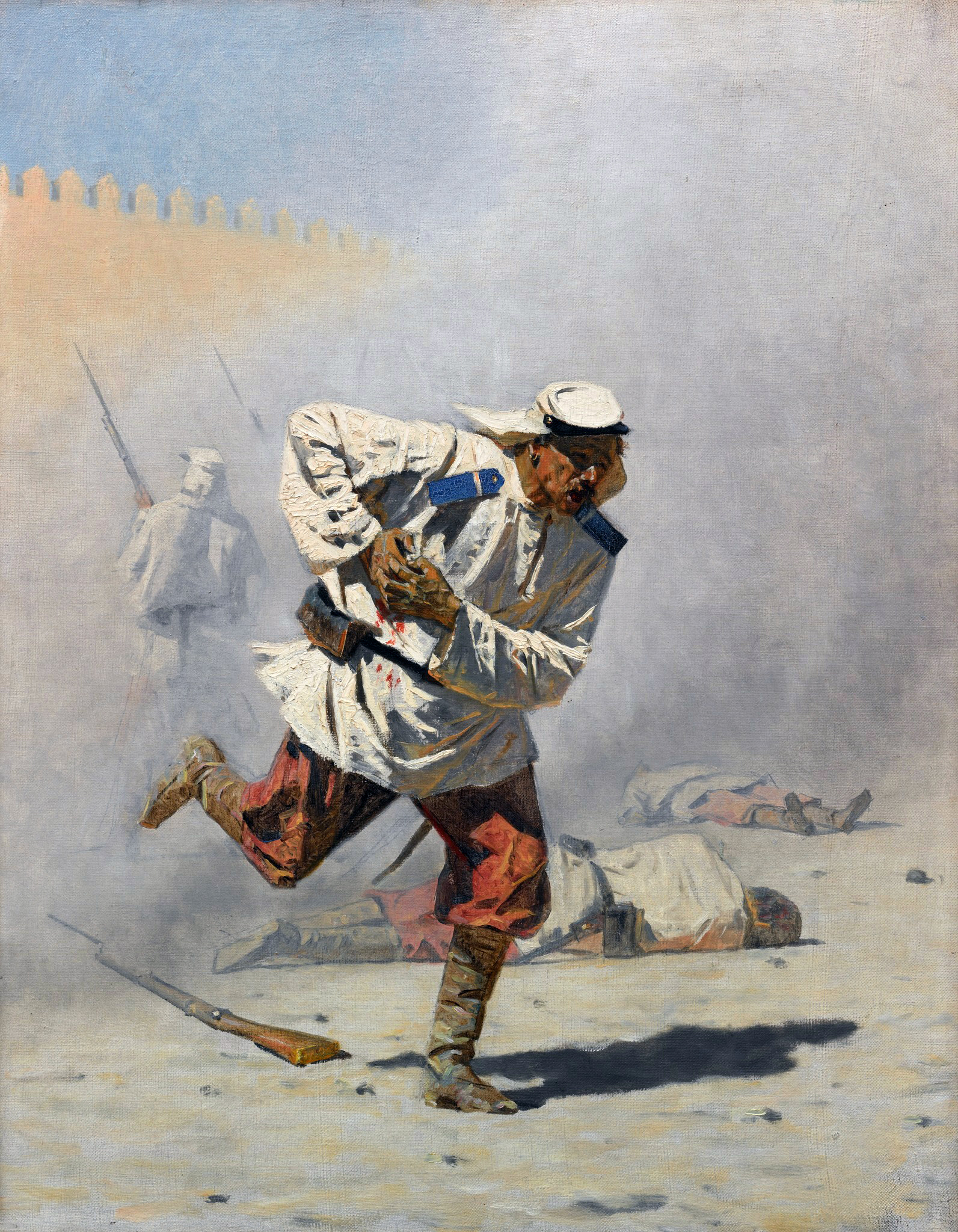
Смертельно раненый
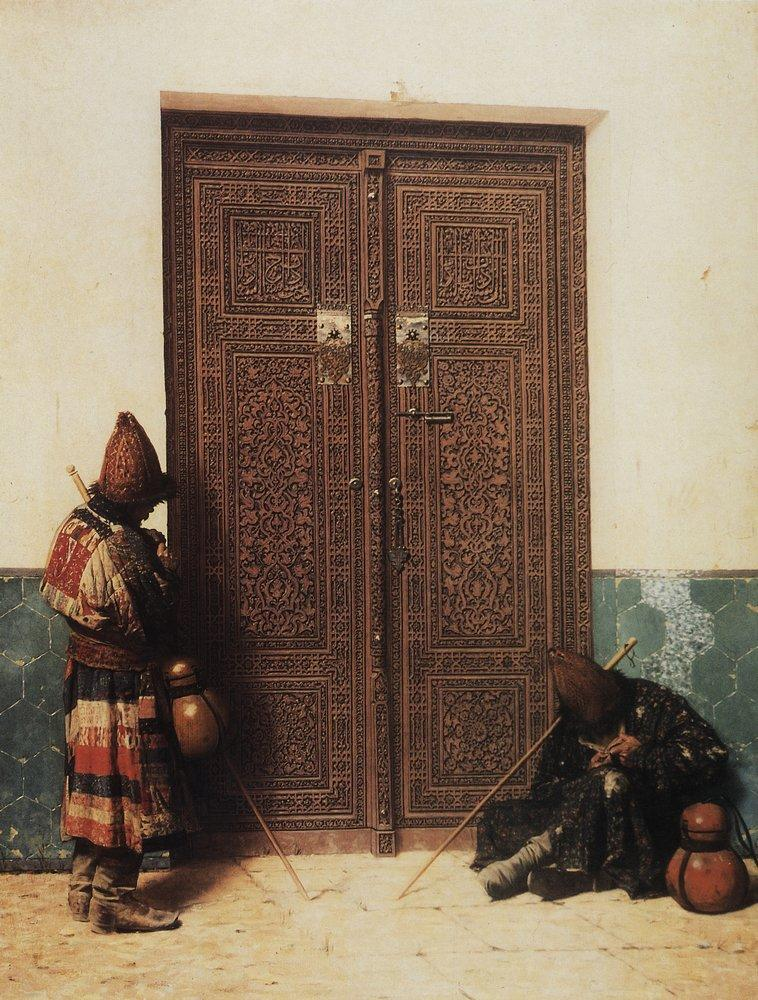
У дверей мечети
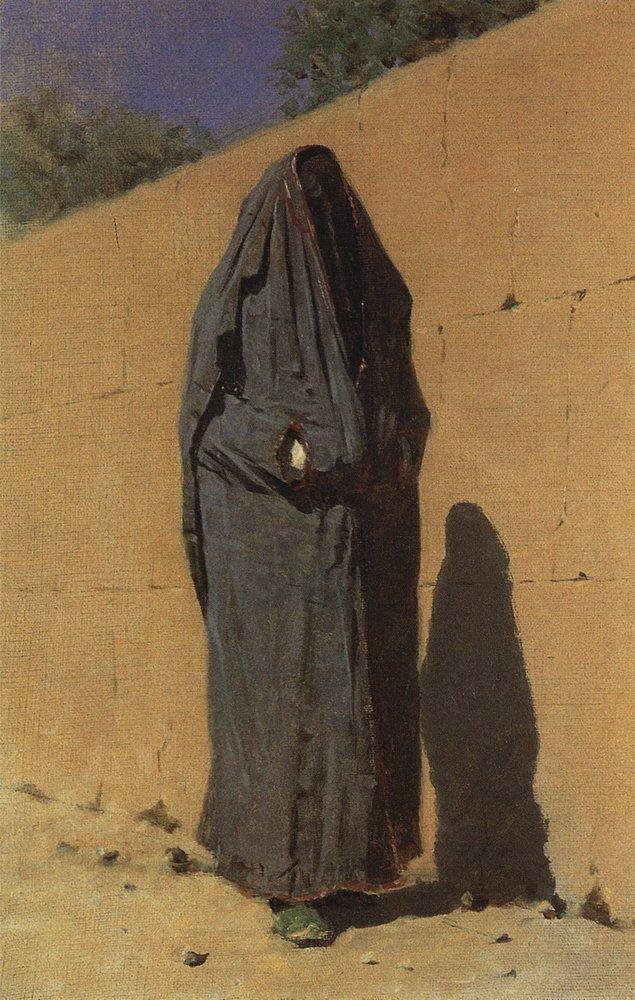
Узбекская женщина в Ташкенте

### «Варвары»

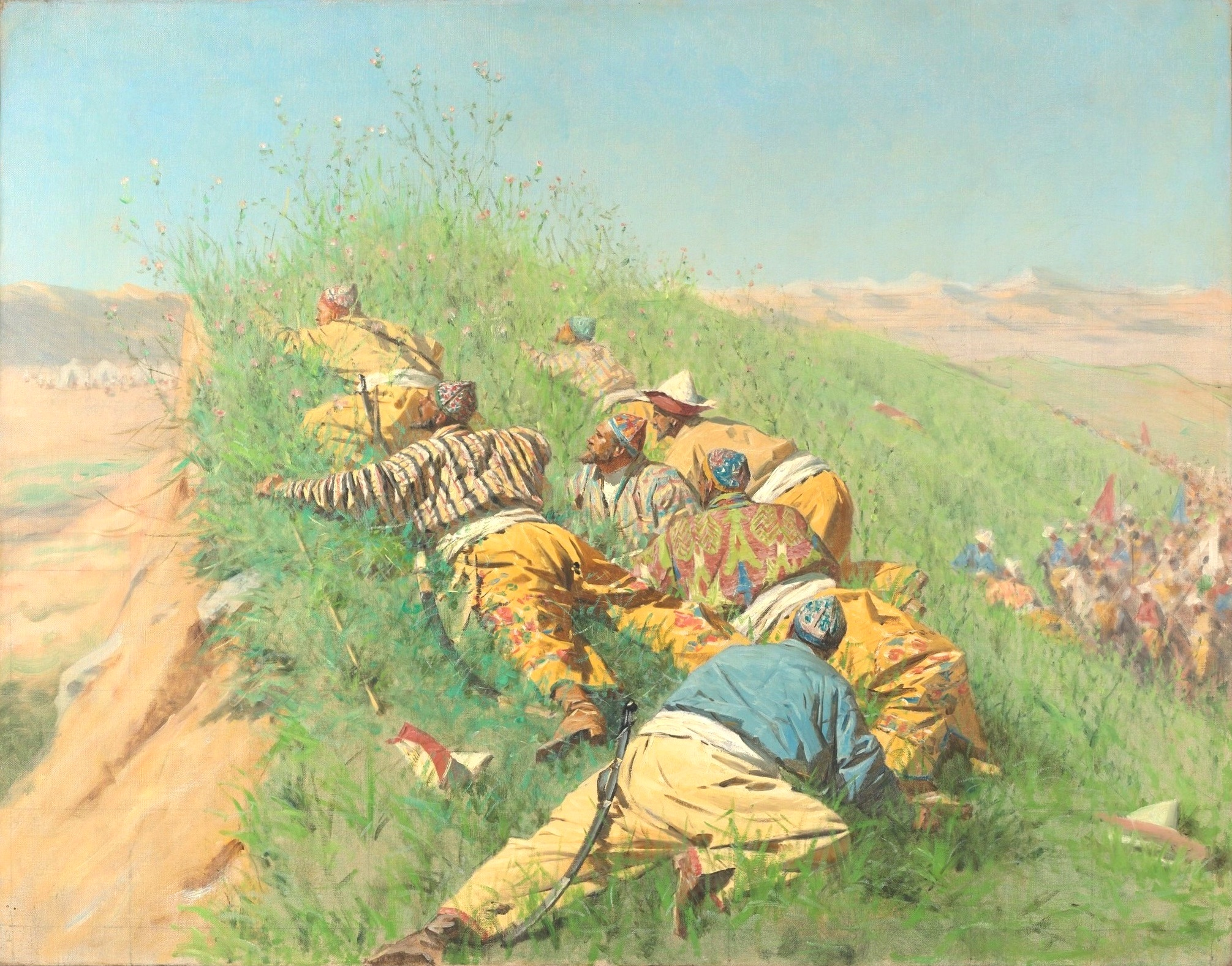
Высматривают (1873)
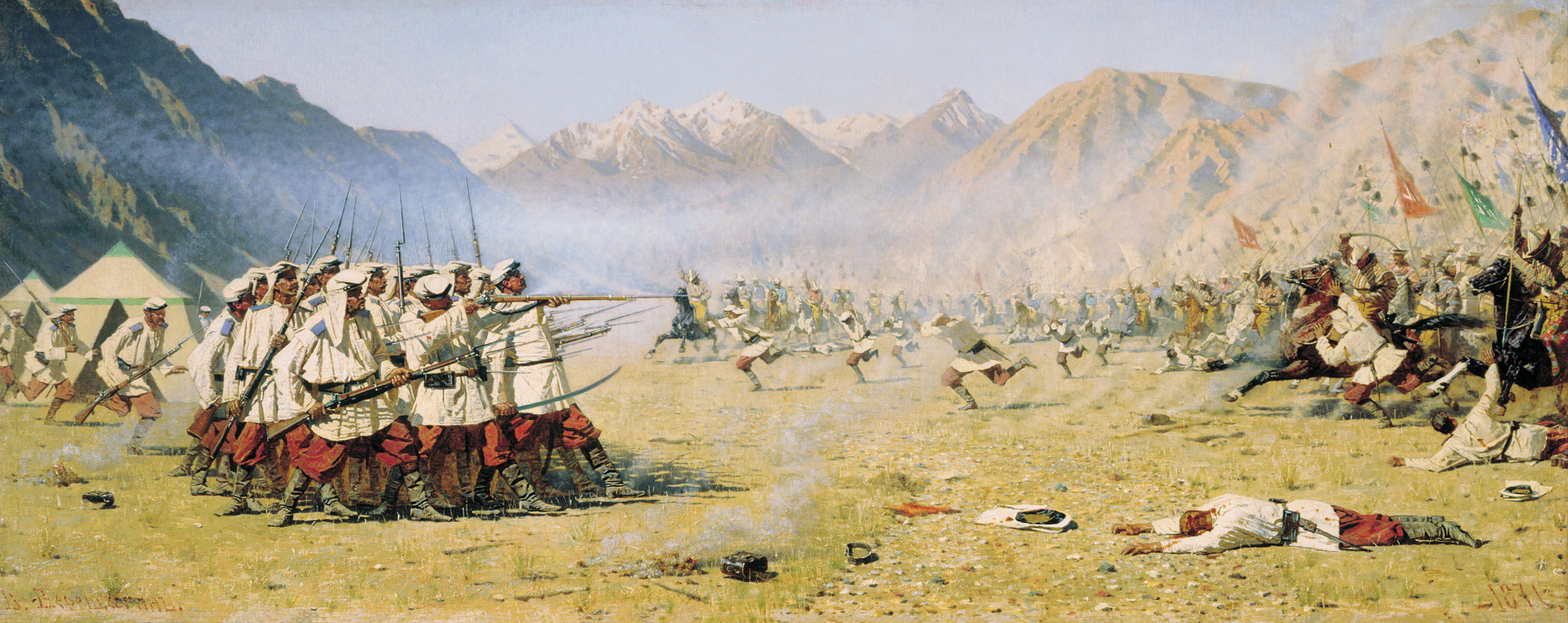
Нападают врасплох (1871)
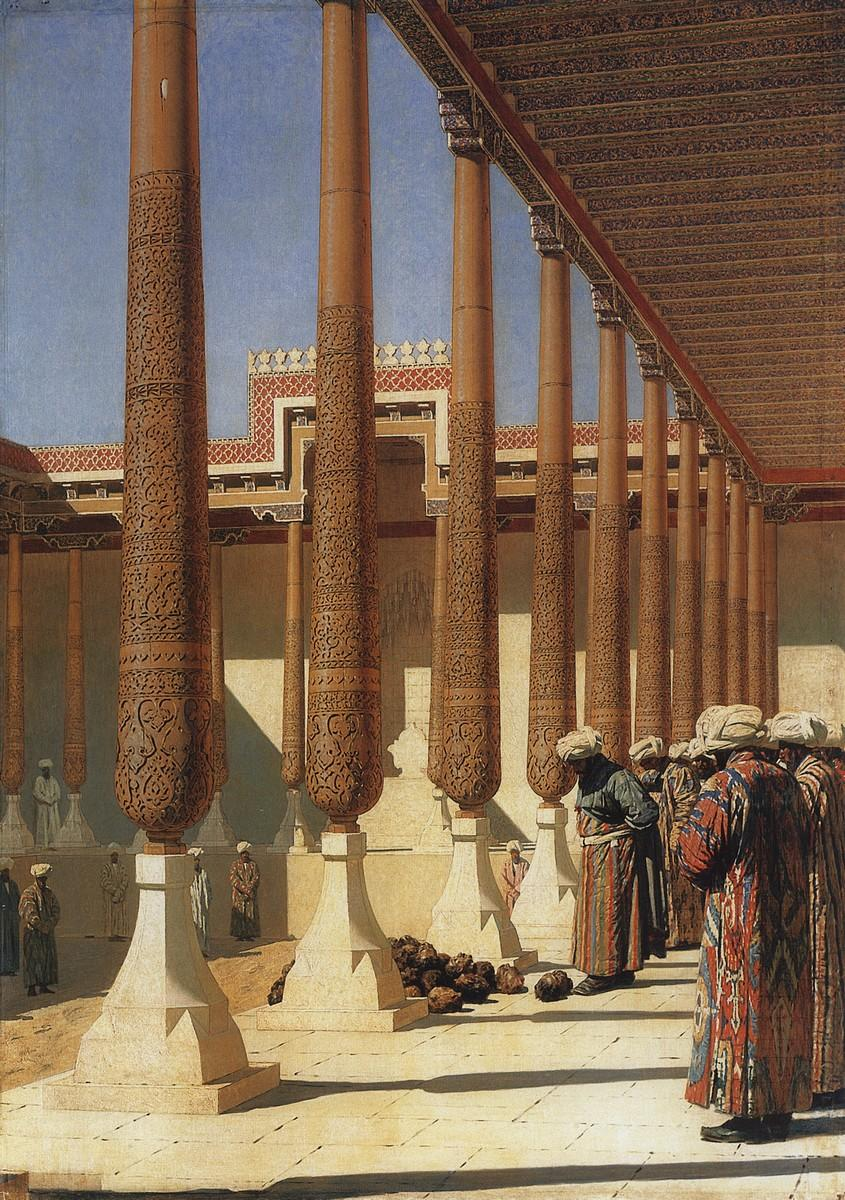
Представляют трофеи (1872)
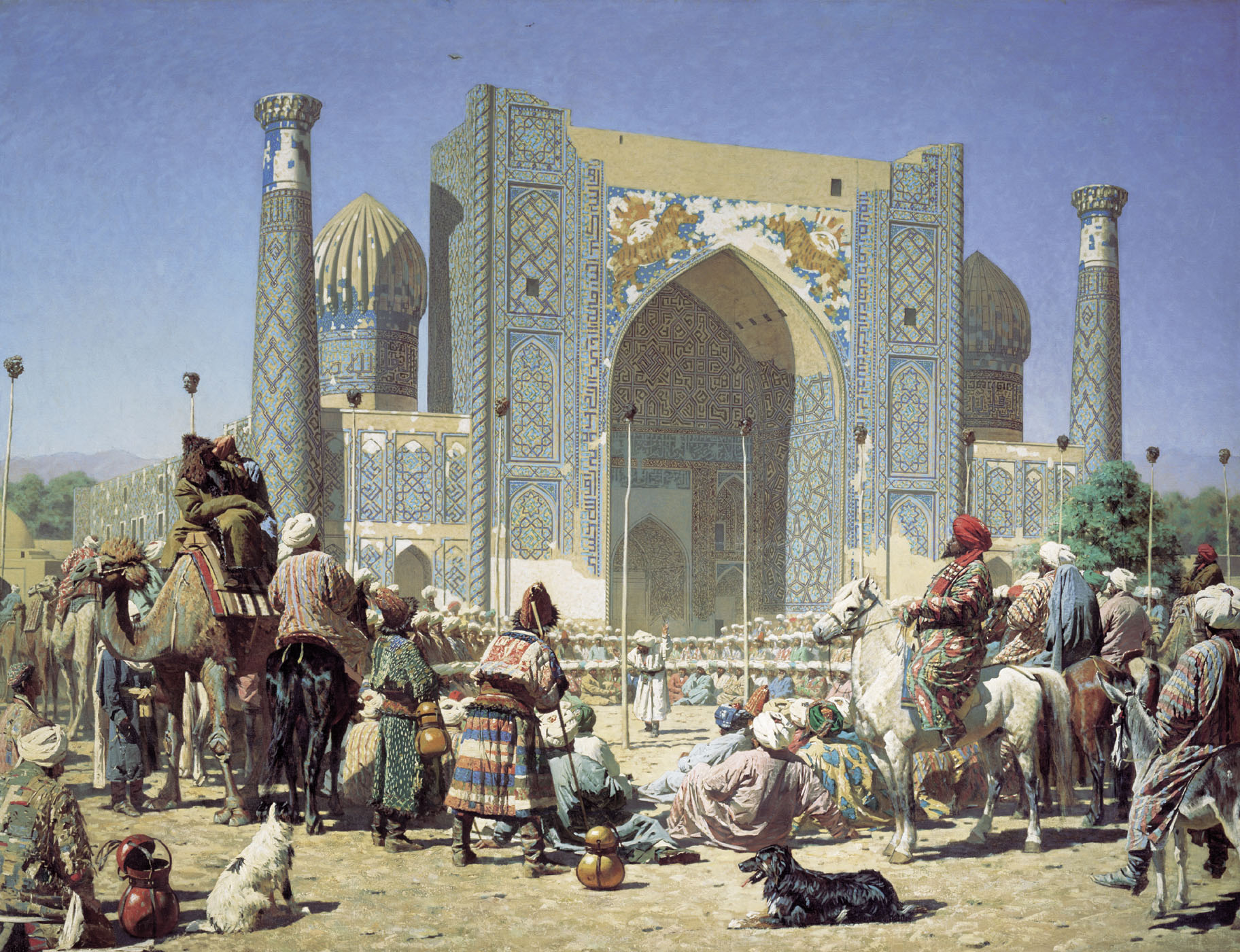
Торжествуют (1872)
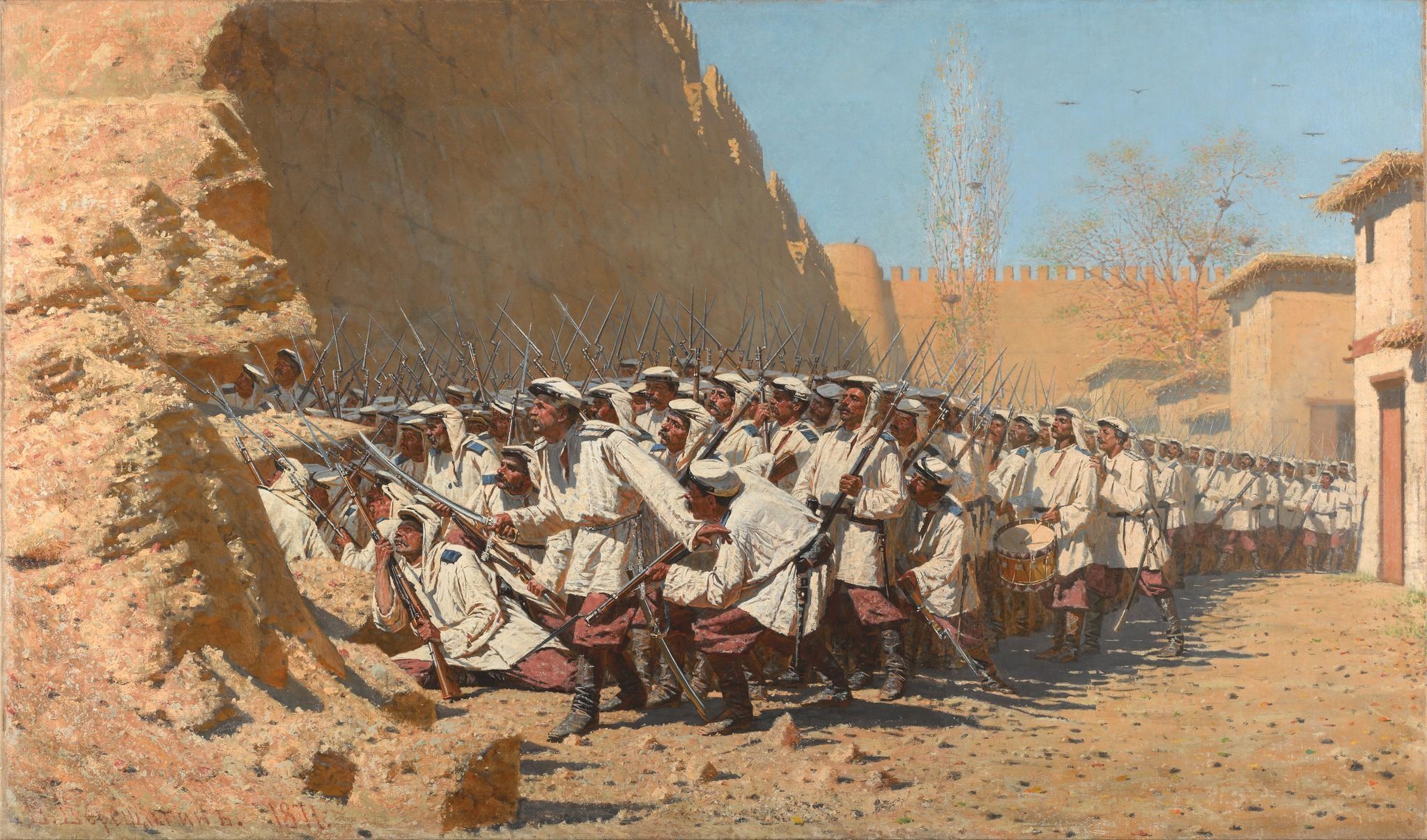
У крепостной стены. Пусть войдут

В серию «Варвары» также входят картины «У крепостной стены. Вошли» (1868) и «Окружили — преследуют» (1872), уничтоженные автором под давлением критики.